# Thierry Klifa
Pour les articles homonymes, voir Klifa.
Thierry Klifa est un journaliste, réalisateur, scénariste et metteur en scène français.

## Biographie
Thierry Klifa a d'abord été journaliste au magazine Studio. Il se rendait sur les tournages de film, de 1991 à 2002, pour interviewer les acteurs ou réalisateurs. Depuis 2001, il est passé derrière la caméra et a tourné plusieurs longs métrages. Il a également mis en scène des pièces de théâtre.

## Filmographie
- 2001 : Émilie est partie (court métrage)
- 2004 : Une vie à t'attendre
- 2005 : 30 ans de César (téléfilm)
- 2006 : Le Héros de la famille
- 2011 : Les Yeux de sa mère
- 2017 : Tout nous sépare
- 2019 : André Téchiné, cinéaste insoumis (téléfilm documentaire)
- 2024 : Les Rois de la piste
- 2025 : La Femme la plus riche du monde

## Théâtre
- 2011 : L'Année de la pensée magique de Joan Didion, Théâtre de l'Atelier, Paris, avec Fanny Ardant
- 2014 : Des journées entières dans les arbres de Marguerite Duras, Théâtre de la Gaîté Montparnasse, Paris, avec Fanny Ardant, Nicolas Duvauchelle, Agathe Bonitzer, Jean-Baptiste Lafarge
- 2016 : Croque-monsieur de Marcel Mithois, Théâtre de la Michodière, Paris, avec Fanny Ardant, Bernard Menez, Vittoria Sconamiglio, Michaël Cohen, Julia Faure, Pierre Rochefort, Jean-Baptiste Lafarge, Sébastien Houbani